# Рахман, Оли
Оли Рахман (англ. Oli Rahman; 7 июля 1975) — ганский футболист, полузащитник. Бронзовый призёр летних Олимпийских игр 1992 года.

## Биография
Оли Рахман родился 7 июля 1975 года.

### Клубная карьера
Начал профессиональную карьеру в 1991 году в клубе чемпионата Ганы — «Асанте Котоко». По имеющийся информации, играл в этой команде до 1993 года.

### Карьера в сборной
В августе 1992 года главный тренер олимпийской сборной Ганы Сэм Ардай вызвал Оли на летние Олимпийские игры в Барселоне, которому тогда было 17 лет. В команде он получил 7 номер. В своей группе ганцы заняли первое место, обогнав Мексику, Австралию и Данию. В четвертьфинале Гана обыграла Парагвай (4:2), а в матче 1/2 финала уступила Испании (0:2). В матче за третье место ганцы смогли обыграть Австралию со счётом (1:0) и стали обладателями бронзовых наград. Рахман на турнире сыграл в 2 матчах и забил гол в ворота Парагвая.
В составе национальной сборной Ганы провёл всего 1 матч, 25 октября 1992 года в рамках квалификации на чемпионат мира 1994 года против Бурунди (0:1).

## Достижения
- Бронзовый призёр летних Олимпийских игр (1): 1992